# Ariopsis felis
Ariopsis felis är en saltvattensart i ordningen malartade fiskar som liknar bagre marinus. Det är en av tretton arter i släktet Ariopsis. Dess engelska namn, hardhead catfish, kommer från den hårda, beniga platta som riktar sig bakåt mot den dorsala fenan från en linje mellan fiskens ögon. Det är en långsmal malartad fisk som kan bli upp till 49,5 centimeter lång. Den genomsnittliga vikten är ungefär mindre än ett halvt kilo, men de kan bli upp emot 1,5 kg. De är ofta smutsgråa på ovansidan, med vita undersidor. 
Fisken lägger rom under sommarens tidigare skede i flodmynningar och närkustliga vattendrag längs kusten. De stora (8-12 mm) fertiliserade äggen samlas ihop av hanen, och hålls i hans mun tills de kläcks. Hanarna äter inte under den en månad långa period som han skyddar larverna och de juvenila individerna på detta sätt.

## Utbredning
Ariopsis felis finns mestadels i vattendrag nära kusten i västra Atlanten, runt USA:s sydöstkust, runt Florida Keys samt runt Mexikanska golfen. Fisken finns även i bräckta estuarium och flodmynningar där botten är sandig eller lerig. Den tenderar att flytta från de grundare områdena till de mer djupa under vintermånaderna.

## Utseende
Fisken har fyra skäggtömmar under hakan, med ytterligare två vid munnens hörn. Skäggtömmarna hjälper fisken att hitta krabbor, fiskar och räkor i de leriga vikar där den lever. De dorsala och bröstsittande fenorna stöds båda av en vass, slemtäckt tagg. Den dorsala fenan hålls vanligtvis upprest när fisken är upphetsad, och en tennissko eller till och med en lädersulad sko är genomträngliga för taggen. "Barge marinus" är mycket lik fisken, men dess dorsala fena har en utmärkande köttig förlängning.

## Fiske
Fisken är glupska ätare och biter på nästan alla naturliga beten. Den är även känd för att stjäla beten. Räkor är speciellt effektivt att använda. Sportfiskare använder ofta lättviktiga tackel om de fiskar efter arten, men andra använder ofta mer tungviktiga då fisken verkar bita lika bra på båda. Man måste vara försiktig när man hanterar fisken, då slemmet på deras taggar är milt giftiga. Om huden punkteras, kommer den att svälla och smärta kommer kännas, samt att infektioner kan fås. Taggen är försedd med hullingar, vilket gör det väldigt svårt att få ut taggen.
Fisken är ätbar, men likt alla andra malartade fiskar, kräver den en del arbete att få ren. Den är en av de trettio mest rekreationellt fiskade arterna i området kring Indian River Lagoon i Florida. Från 1997 till 2001, skördades 361 022 individer inom en sträcka på 320 km längs kusten i regionen. 
Fisken skördas även för industriella syften i kommersiella bottentrålande verksamheter. Den årliga skörden varierar mycket, men mellan 1987 och 2001 skördades runt en halv miljon kg av ariopsis felis och bagre marinus i regionen. Den värderades till 777 497 dollar.

## Vikt och längd

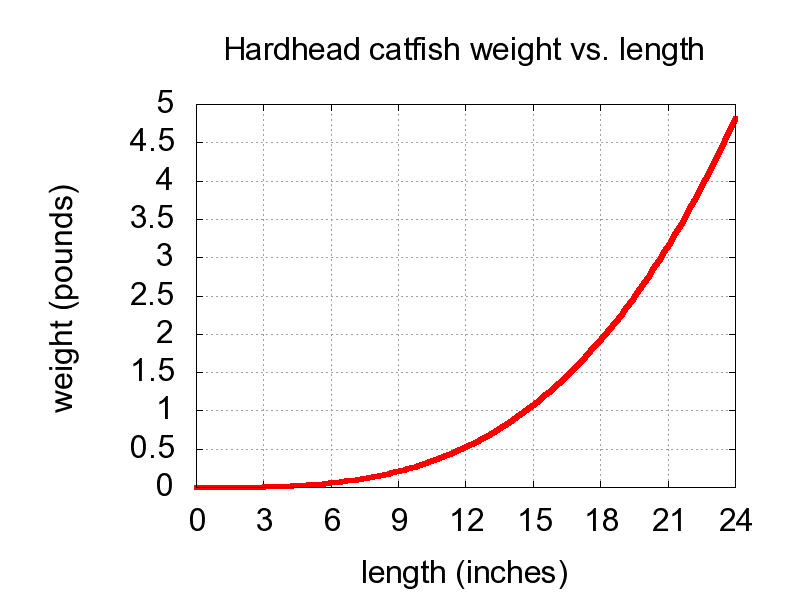
Relationen mellan längd och vikt

Fisken väger i genomsnitt 0.454 kg och mäter mellan 25 och 30 centimeter.
När arten blir längre, ökar den i vikt. Relationen mellan längd och vikt är inte linjär. Relationen mellan total längd (L, i tum), och total vikt (W, i pund), för nästan alla fiskarter kan uttryckas med en ekvation enligt formen:
{\displaystyle W=cL^{b}\!\,}
För alla arter är b nära 3.0, och c är en konstant som varierar mellan arter. Relationen som beskrivs i detta avsnitt menar att en tjugo tum (50 cm) lång fisk väger runt 3 pund (1,3 kg), medan en 25 tum (63 cm) stor fisk väger knappt 3 kg (2,7).